# Mestský Futbalový Klub Ružomberok 2009-2010
Questa voce raccoglie le informazioni riguardanti il Mestský Futbalový Klub Ružomberok nelle competizioni ufficiali della stagione 2009-2010.

## Stagione
Alla guida di Straka il Ružomberok chiude il campionato in quinta posizione, aiutato dalle reti di Pyščur. In Coppa supera il MFK Banská Bystrica (3-1) ma si arrende agli ottavi di finale contro lo Spartak Myjava (2-1).

## Rosa
| N. |                       | Ruolo | Calciatore        |
| -- | --------------------- | ----- | ----------------- |
| 1  | Slovacchia (bandiera) | P     | Pavol Penksa      |
| 2  | Slovacchia (bandiera) | D     | Michal Gallo      |
| 3  | Slovacchia (bandiera) | D     | Ján Maslo         |
| 4  | Slovacchia (bandiera) | D     | Peter Majerník    |
| 4  | Slovacchia (bandiera) | D     | Jaroslav Kostelný |
| 5  | Slovacchia (bandiera) | D     | Daniel Jurc       |
| 7  | Slovacchia (bandiera) | A     | Vladimír Kukoľ    |
| 9  | Ucraina (bandiera)    | A     | Oleksandr Piščur  |
| 10 | Slovacchia (bandiera) | A     | Anton Sloboda     |
| 11 | Slovacchia (bandiera) | C     | Peter Hoferica    |
| 12 | Brasile (bandiera)    | A     | Higor Coimbra     |
| 12 | Slovacchia (bandiera) | D     | Lukáš Greššák     |
| 14 | Serbia (bandiera)     | D     | Milomir Sivčevič  |
| 17 | Slovacchia (bandiera) | D     | Peter Maslo       |
| 18 | Slovacchia (bandiera) | C     | Štefan Zošák      |
| 19 | Slovacchia (bandiera) | D     | Roman Balasko     |
| 20 | Slovacchia (bandiera) | C     | Pavol Pilár       |

| N. |                       | Ruolo | Calciatore          |
| -- | --------------------- | ----- | ------------------- |
| 21 | Rep. Ceca (bandiera)  | C     | Pavel Besta         |
| 21 | Slovacchia (bandiera) | P     | Ľuboš Hajdúch       |
| 23 | Slovacchia (bandiera) | C     | Ivan Kotora         |
| 26 | Slovacchia (bandiera) | C     | Tomáš Ďubek         |
| 30 | Slovacchia (bandiera) | P     | Roman Smieška       |
| 31 | Slovacchia (bandiera) | P     | František Okoličáni |
| 33 | Slovacchia (bandiera) | P     | Libor Hrdlička      |
|    | Slovacchia (bandiera) | C     | Ján Chovanec        |
|    | Slovacchia (bandiera) | D     | Jakub Furman        |
|    | Slovacchia (bandiera) | C     | Ivan Kotora         |
|    | Slovacchia (bandiera) | A     | Štefan Pekár        |
|    | Slovacchia (bandiera) | A     | Jakub Řezníček      |
|    | Slovacchia (bandiera) | C     | Lukáš Bielák        |
|    | Slovacchia (bandiera) | C     | Juraj Kuhajdik      |
|    | Slovacchia (bandiera) | A     | Andrej Lovás        |
|    | Slovacchia (bandiera) | A     | Miloš Lačný         |
|    | Slovacchia (bandiera) | C     | Miroslav Božok      |